# Ran Kochav

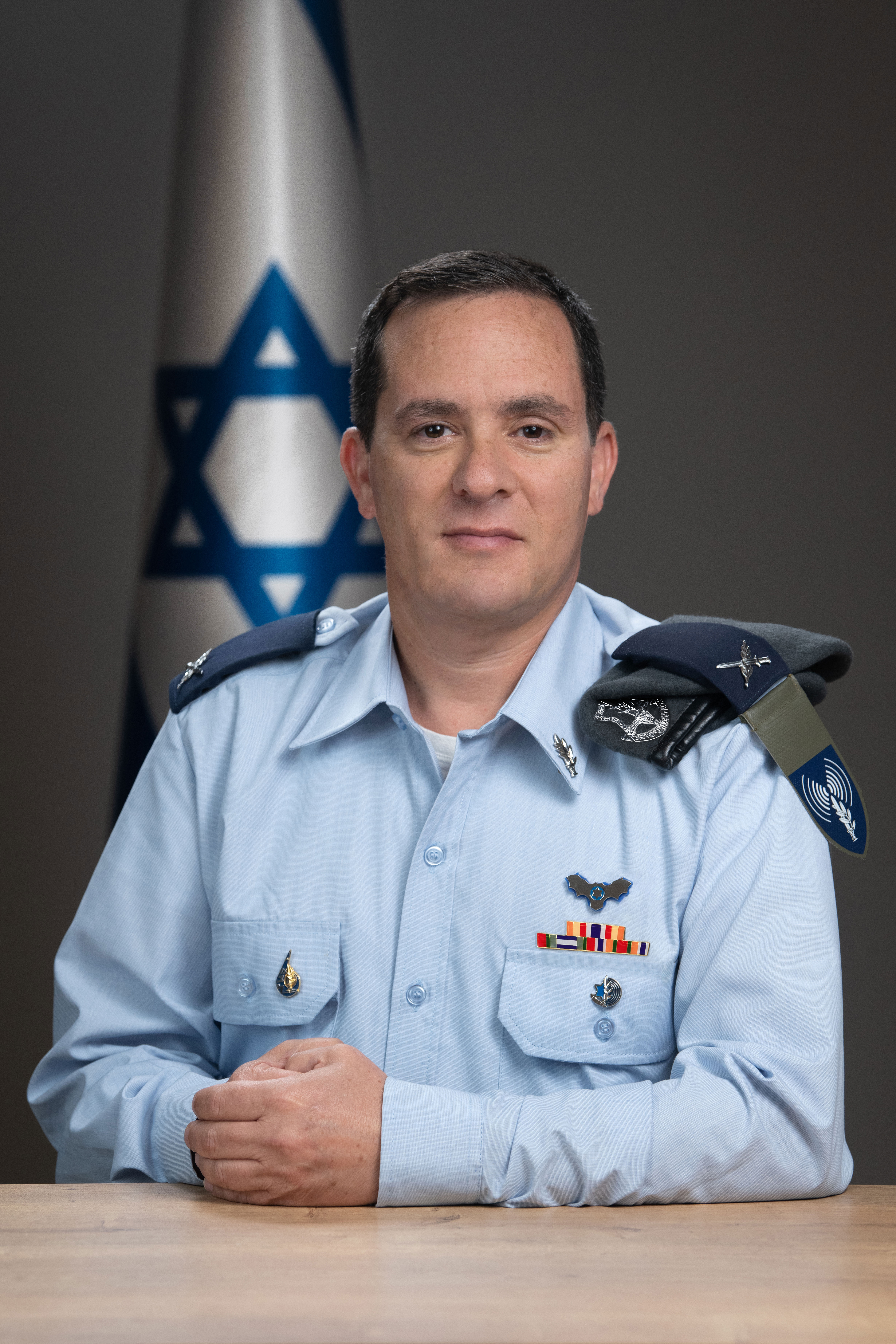
Ran Kochav (2021)

Ran Kochav (hebräisch רן כוכב; * 6. Juli 1971) ist ein israelischer Brigadegeneral und ehemaliger Sprecher der Israelischen Verteidigungsstreitkräfte. Er diente auch als Kommandeur der israelischen Luft- und Raketenabwehrkräfte.

## Leben
In den Jahren 2005 bis 2006 hatte Ran Kochav verschiedene Positionen in der IDF inne, darunter die Leitung des 66. Bataillons, die Rolle eines Divisionsoffiziers für Flugabwehr in der 91. Division vor dem Libanonkrieg 2006 und die Führung der Abteilung für Spezialkräfte in der Air Group der IAF.
Im Jahr 2006 übernahm Kochav das Kommando über das 136. Bataillon mit dem Namen „Protective Sword“ und leitete es während des zweiten Libanonkriegs 2006. Nach seiner Rückkehr von einem Studienaufenthalt in den USA von 2008 bis 2009 wurde ihm die Position des Leiters der Abteilung TRADOC (Training and Doctrine) im Flugabwehrkommando übertragen. Dort führte er die operative Entwicklung durch, die zu den aktuellen Strukturen des Luft- und Raketenabwehrkommandos („Hagna“) führte, und brachte das Iron-Dome-System in Betrieb. In seiner Funktion als Kommandeur der IAMD-Kräfte hatte er die Verantwortung für Israels Schutz vor Raketenangriffen aus dem palästinensischen Gebiet.
Im April 2021 erfolgte seine Ernennung zum Pressesprecher der IDF. Dieses Amt hatte er bis Oktober 2023 inne, ihm folgte Daniel Hagari.